# باشگاه فوتبال تراکتورسازی تبریز در فصل ۹۸–۱۳۹۷
فصل ۹۸–۱۳۹۷، ۱۱امین فصل، حضور باشگاه فوتبال تراکتور در لیگ برتر فوتبال ایران است که ۱۰امین فصل حضور متوالی این تیم در سطح اول فوتبال ایران به حساب می‌آید. این فصل، ۴۸امین سال فعالیت باشگاه تراکتور در رشته فوتبال نیز محسوب می‌شود.
مالکیت تراکتور در این فصل به دست محمدرضا زنوزی می‌باشد.

## مرور فصل

### مرداد
۵ مرداد: اولین بازی تیم تراکتور مقابل تیم قهرمان لیگ آزادگان، نفت مسجد سلیمان بود که در نهایت هردو تیم به تساوی ۰–۰ راضی شدند.
۱۲ مرداد: تراکتورسازان به مانند بازی قبل باز هم با یک تیم تازه لیگ برتری شده به نام نساجی که پس از ۲۴ سال به سطح بالای فوتبال ایران آمده بود مواجه شدند و در ورزشگاه خالی از تماشاگر یادگار امام (به دلیل محرومیت تماشاگران تیم تراکتور)، دو تیم با تساوی ۱–۱ راضی شدند.
۱۹ مرداد: تیم پرستاره تراکتور در گام بعدی با تیم استقلال مواجه شد و علی‌رغم حضور بازیکنانی چون مسعود شجاعی در تیم، بازی را ۳–۰ به حریف واگذار کرند. پس از این بازی، تراکتور در جایگاه پانزدهم لیگ برتر خلیج فارس قرار داشت.
۲۶ مرداد: تراکتورسازان در حضور بیش از ۶۰ هزار هوادار، سایپا را با گل دانیال اسماعیلی‌فر شکست دادند.

### شهریور
۲ شهریور: تراکتور با سوپرگل دقیقه نودی اسماعیلی فر، موفق شد که سپاهان را با نتیجه ۲–۲ متوقف کند.
۸ شهریور: تراکتور در این روز یک شهرآورد تبریز را با ماشین‌سازی برگزار کرد. تی‌تی‌ها بازی را ۲–۱ بردند.
۲۳ شهریور: تراکتور در یک بازی جام حذفی در حالی که ۳–۱ از تیم صنعت نفت آبادان جلو بود، با کامبکی که حریف زد بازی برده را مساوی کرد و در ضربات پنالتی نیز تسلیم حریف شد. پس از این بازی جان توشاک بنا بر دلایل نامعلومی از مربیگری تیم کنار رفت و جای او را محمد تقوی، دستیارش گرفت.

### مهر
۱ مهر: همزمان با بازگشایی مدارس، تیم تراکتور نیز در ورزشگاه امام رضا، پدیده صدرنشین را ۰–۰ متوقف کرد.
۶ مهر: دریک بازی پرگُل، تی‌تی‌ها موفق به پیروزی ۶–۰ مقابل استقلال خوزستان  شدند.
۲۸ مهر: تراکتوری‌ها در نهمین بازی‌شان، مجددا روبه‌روی صنعت نفتی که آنها را از جام حذفی حذف کرد قرار گرفتند و در این بازی هم ۲–۱ شکست خوردند تا صنعت نفت گربه سیاه آنها لقب بگیرد.

## بازیکنان

### بازیکنان اصلی
آخرین بروزرسانی در تاریخ ۳ سپتامبر ۲۰۱۸
| ۱       | محسن فروزان                 | ایران         | ۳ مه ۱۹۸۸ (۳۰ سال)       | پارس جنوبی جم      |
| ۲۲      | علیرضا حیدری                | ایران         | ۱ دسامبر ۱۹۹۲ (۲۶ سال)   | ملوان              |
| ۳۳      | مهدی محمدیان                | ایران         | ۵ مارس ۱۹۹۷ (۲۱ سال)     | زیر ۲۱ سال تراکتور |
| مدافعان |                             |               |                          |                    |
| ۲       | محمد طیبی                   | ایران         | ۱۱ سپتامبر ۱۹۸۶ (۳۲ سال) | پارس جنوبی جم      |
| ۳       | رضا شربتی                   | ایران         | ۱۶ فوریه ۱۹۹۵ (۲۳ سال)   | مشکی پوشان         |
| ۵       | علی عبدالله‌زاده             | ایران         | ۴ ژانویه ۱۹۹۳ (۲۵ سال)   | صنعت نفت           |
| ۱۶      | محمدرضا مهدی‌زاده            | ایران         | ۱۸ فوریه ۱۹۹۴ (۲۴ سال)   | داماش گیلان        |
| ۲۶      | احسان حاج‌صفی                | ایران         | ۲۵ فوریه ۱۹۹۰ (۲۸ سال)   | المپیاکوس          |
| ۲۹      | ایمان سلیمی                 | ایران         | ۱ ژوئن ۱۹۹۶ (۲۲ سال)     | پارس جنوبی جم      |
| ۴۰      | علی اسماعیلی                | ایران         | ۱۶ دسامبر ۱۹۹۶ (۲۲ سال)  | زیر ۲۱ سال تراکتور |
| ۷۰      | امیررضا نصر آزادانی         | ایران         | ۷ فوریه ۱۹۹۶ (۲۲ سال)    | راه‌آهن             |
| ۷۷      | محمد مسلمی‌پور               | ایران         | ۲۵ مه ۱۹۹۷ (۲۱ سال)      | زیر ۱۹ سال تراکتور |
| هافبک‌ها |                             |               |                          |                    |
| ۶       | علیرضا نقی‌زاده              | ایران         | ۳ مارس ۱۹۹۳ (۲۵ سال)     | گسترش فولاد        |
| ۷       | مسعود شجاعی                 | ایران         | ۹ ژوئن ۱۹۸۴ (۳۴ سال)     | آ.ا. ک آتن         |
| ۸       | علی طاهران زیر۲۳ سال        | ایران         | ۷ آوریل ۱۹۹۷ (۲۱ سال)    | زیر ۲۱ سال تراکتور |
| ۹       | مهدی مهدی‌پور                | ایران         | ۱۸ فوریه ۱۹۹۴ (۲۴ سال)   | ذوب‌آهن             |
| ۱۱      | دانیال اسماعیلی‌فر           | ایران         | ۲۶ فوریه ۱۹۹۳ (۲۵ سال)   | ذوب‌آهن             |
| ۲۱      | اشکان دژاگه                 | ایران         | ۵ ژوئیه ۱۹۸۶ (۳۲ سال)    | ناتینگهام فارست    |
| ۹۹      | قائم اسلامی‌خواه             | ایران         | ۱۷ ژانویه ۱۹۹۵ (۲۳ سال)  | بادران             |
| مهاجمان |                             |               |                          |                    |
| ۱۰      | احسان پهلوان                | ایران         | ۲۵ ژوئیه ۱۹۹۳ (۲۵ سال)   | ذوب‌آهن             |
| ۱۴      | یوسف سیدی                   | ایران         | ۸ مارس ۱۹۹۶ (۲۲ سال)     | گسترش فولاد        |
| ۱۷      | محمدرضا آزادی زیر ۲۱ سال    | ایران         | ۷ دسامبر ۱۹۹۹ (۱۹ سال)   | زیر ۱۹ سال تراکتور |
| ۱۹      | لی اروین                    | اسکاتلند      | ۷ نوامبر ۱۹۹۴ (۲۴ سال)   | کیلمارنوک          |
| ۲۰      | رضا عبدی زیر ۲۳ سال         | ایران         | ۱۱ مه ۱۹۹۶ (۲۲ سال)      | زیر ۲۱ سال تراکتور |
| ۲۴      | یوکیا سوگیتا                | ژاپن          | ۲۲ آوریل ۱۹۹۳ (۲۵ سال)   | Dalkurd            |
| ۲۸      | آنتونی استوکس               | جمهوری ایرلند | ۲۵ ژوئیه ۱۹۸۸ (۳۰ سال)   | Apollon Smyrni     |
| ۳۲      | حامد حسینعلی‌زاده زیر ۲۱ سال | ایران         | ۹ ژانویه ۱۹۹۸ (۲۰ سال)   | زیر ۱۹ سال تراکتور |

## گلزنان
| #  | ملیت          | بازیکن            | لیگ برتر | جام حذفی | مجموع |
| -- | ------------- | ----------------- | -------- | -------- | ----- |
| ۱  | جمهوری ایرلند | آنتونی استوکس     | ۱۱       | ۲        | ۱۳    |
| ۲  | ایران         | اشکان دژاگه       | ۶        | ۰        | ۶     |
| ۲  | ایران         | دانیال اسماعیلی‌فر | ۵        | ۱        | ۶     |
| ۴  | ایران         | ساسان انصاری      | ۵        | ۰        | ۵     |
| ۵  | ایران         | مسعود شجاعی       | ۴        | ۰        | ۴     |
| ۵  | ایران         | لی اروین          | ۴        | ۰        | ۴     |
| ۷  | ایران         | اکبر ایمانی       | ۳        | ۰        | ۳     |
| ۸  | ژاپن          | یوکیا سوگیتا      | ۲        | ۰        | ۲     |
| ۸  | ایران         | مهدی مهدی‌پور      | ۲        | ۰        | ۲     |
| ۸  |               | گل به خودی حریفان | ۲        | ۰        | ۲     |
| ۸  | ایران         | ایمان سلیمی       | ۲        | ۰        | ۲     |
| ۱۲ | ایران         | علیرضا نقی‌زاده    | ۱        | ۰        | ۱     |
| ۱۲ | ایران         | علی عبدالله‌زاده   | ۱        | ۰        | ۱     |

## دروازه‌بسته
| بازیکن         | لیگ برتر | جام حذفی | مجموع |
| -------------- | -------- | -------- | ----- |
| محسن فروزان    | ۱۳       | ۰        | ۱۳    |
| محمدرضا اخباری | ۰        | ۰        | ۰     |

## رقابت‌ها

### بررسی مسابقات
| رقابت    | اولین بازی       | آخرین بازی      | شروع دور   | جایگاه نهایی      | آمار | آمار | آمار | آمار | آمار | آمار | آمار | آمار   |
| رقابت    | اولین بازی       | آخرین بازی      | شروع دور   | جایگاه نهایی      | بازی | ب    | ت    | ش    | گ‌ز   | گ‌خ   | ت‌گ   | % برد  |
| -------- | ---------------- | --------------- | ---------- | ----------------- | ---- | ---- | ---- | ---- | ---- | ---- | ---- | ------ |
| لیگ برتر | چهارم اردیبهشت۹۷ |                 | هفته اول   | پنجم              | ۲۸   | ۱۴   | ۸    | ۶    | ۳۹   | ۲۲   | ۱۷+  | ۰۵۰    |
| جام حذفی | ۱۴ سپتامبر ۲۰۱۸  | ۱۴ سپتامبر ۲۰۱۸ | ۱/۳۲ نهایی | حذف در ۱/۳۲ نهایی | ۱    | ۰    | ۱    | ۰    | ۳    | ۳    | ۰+   | ۰۰۰٫۰۰ |
| مجموع    | مجموع            | مجموع           | مجموع      | مجموع             | ۲۹   | ۱۴   | ۹    | ۶    | ۴۲   | ۲۵   | ۱۷+  | ۰۴۸    |

منبع: رقابت‌ها

### لیگ برتر

#### جایگاه در جدول
| رتبه | تیم     | بازی | برد | تساوی | باخت | گل‌زده | گل‌خورده | تفاضل‌گل‌ | امتیاز | صعود یا سقوط                          |
| ---- | ------- | ---- | --- | ----- | ---- | ----- | ------- | ------- | ------ | ------------------------------------- |
| ۳    | استقلال | ۳۰   | ۱۶  | ۹     | ۵    | ۴۰    | ۱۳      | ۲۷      | ۵۷     | صعود به مرحله پلی‌آف لیگ قهرمانان آسیا |
| ۴    | پدیده   | ۳۰   | ۱۶  | ۸     | ۶    | ۳۲    | ۱۶      | ۱۶      | ۵۶     |                                       |
| ۵    | تراکتور | ۳۰   | ۱۴  | ۱۰    | ۶    | ۴۲    | ۲۵      | ۱۷      | ۵۲     |                                       |
| ۶    | ذوب آهن | ۳۰   | ۹   | ۱۳    | ۸    | ۲۸    | ۲۸      | ۰       | ۴۰     |                                       |

#### دست‌آوردها در خانه و بیرون
| مجموع | مجموع  | مجموع | مجموع | مجموع | مجموع | مجموع | مجموع | خانه | خانه | خانه | خانه | خانه | خانه | مهمان | مهمان | مهمان | مهمان | مهمان | مهمان |
| بازی  | امتیاز | پ     | ت     | ش     | گ‌ز    | گ‌خ    | ت‌گ    | پ    | ت    | ش    | گ‌ز   | گ‌خ   | ت‌گ   | پ     | ت     | ش     | گ‌ز    | گ‌خ    | ت‌گ    |
| ----- | ------ | ----- | ----- | ----- | ----- | ----- | ----- | ---- | ---- | ---- | ---- | ---- | ---- | ----- | ----- | ----- | ----- | ----- | ----- |
| ۳۰    | ۵۲     | ۱۴    | ۱۰    | ۶     | ۴۲    | ۲۵    | ۱۷+   | ۱۰   | ۳    | ۲    | ۲۷   | ۹    | ۱۸+  | ۴     | ۷     | ۴     | ۱۵    | ۱۶    | −۱    |

آخرین بروزرسانی: ۱ مه ۲۰۱۹

منبع: Ipl Stats

پ = پیروزی؛ ت = تساوی؛ ش = شکست؛ گ‌ز = گل زده؛ گ‌خ = گل خورده؛ ت‌گ = تفاضل گل

#### روند هفته به هفته
| هفته    | ۱  | ۲  | ۳  | ۴ | ۵  | ۶ | ۷ | ۸ | ۹ | ۱۰ | ۱۱ | ۱۲ | ۱۳ | ۱۴ | ۱۵ | ۱۶ | ۱۷ | ۱۸ | ۱۹ | ۲۰ | ۲۱ | ۲۲ | ۲۳ | ۲۴ | ۲۵ | ۲۶ | ۲۷ | ۲۸ | ۲۹ | ۳۰ |
| ------- | -- | -- | -- | - | -- | - | - | - | - | -- | -- | -- | -- | -- | -- | -- | -- | -- | -- | -- | -- | -- | -- | -- | -- | -- | -- | -- | -- | -- |
| زمین    | A  | H  | A  | H | A  | H | A | H | A | H  | A  | H  | A  | A  | H  | H  | A  | H  | A  | H  | A  | H  | A  | H  | A  | H  | A  | H  | H  | A  |
| دست‌آورد | D  | D  | L  | W | D  | W | D | W | L | W  | W  | W  | D  | W  | L  | W  | D  | W  | D  | W  | W  | W  | W  | W  | L  | L  | L  | D  | D  | D  |
| جایگاه  | ۱۲ | ۱۲ | ۱۵ | ۹ | ۱۱ | ۶ | ۶ | ۶ | ۷ | ۴  | ۴  | ۴  | ۴  | ۴  | ۴  | ۴  | ۵  | ۴  | ۵  | ۵  | ۴  | ۴  | ۲  | ۲  | ۲  | ۴  | ۴  | ۵  | ۵  | ۵  |

زمین: A = بیرون از خانه، H = داخل خانه. دست‌آورد: W = پیروزی، L = شکست، D = مساوی، P = به تعویق افتاده.

## توضیحات
1. ↑  محسن فروزان پس از بازی تراکتورسازی با سپیدرود رشت که با باخت تراکتور همراه بود، به اتهام تبانی از تیم اخراج شد.